# 411 (szám)
A 411 (római számmal: CDXI) egy természetes szám, félprím, a 3 és a 137 szorzata.

## A szám a matematikában
A tízes számrendszerbeli 411-es a kettes számrendszerben 110011011, a nyolcas számrendszerben 633, a tizenhatos számrendszerben 19B alakban írható fel.
A 411 páratlan szám, összetett szám, azon belül félprím, kanonikus alakban a 31 · 1371 szorzattal, normálalakban a 4,11 · 102 szorzattal írható fel. Négy osztója van a természetes számok halmazán, ezek növekvő sorrendben: 1, 3, 137 és 411.
A 411 négyzete 168 921, köbe 69 426 531, négyzetgyöke 20,27313, köbgyöke 7,43499, reciproka 0,0024331. A 411 egység sugarú kör kerülete 2582,38916 egység, területe 530 680,97264 területegység; a 411 egység sugarú gömb térfogata 290 813 173,0 térfogategység.